# 狭叶红紫珠
狭叶红紫珠（学名：Callicarpa rubella f. angustata）为马鞭草科紫珠属红紫珠下的一个变型。分布在越南以及中国大陆的四川、广西、贵州、云南、广东等地，生长于海拔700米至3,500米的地区，多生在林中及灌丛中，目前尚未由人工引种栽培。 